# Dryocopus javensis
Dryocopus javensis е вид птица от семейство Picidae.

## Разпространение
Видът е разпространен в Бруней, Виетнам, Индия, Индонезия, Камбоджа, Китай, Лаос, Малайзия, Мианмар, Северна Корея, Сингапур, Тайланд и Филипините.